# 2008 par pays en Europe
 (janvier 2010).
Chronologie de l'Europe : Les évènements par pays de l'année 2008 en Europe. Les évènements thématiques sont traités dans 2008 en Europe
2006 par pays en Europe - 2007 par pays en Europe - 2008 par pays en Europe - 2009 par pays en Europe - 2010 par pays en Europe

Chronologie de l’Europe
- 2004
- 2005
- 2006
- 2007
- 2008
- 2009
- 2010
- 2011
- 2012

## Continent européen
- Âge légal de la retraite dans les différents pays européens : 
  - Belgique, Espagne et Italie, 65 ans (H&F) ;
  - Allemagne et Royaume-Uni, 65 ans (H) et 60 ans (F) ;
  - Roumanie, 63 ans (H) et 58 ans (F) ;
  - Hongrie, 62 ans (H&F) ;
  - Suède, 61 ans (H&F) ;
  - France, 60 ans (H&F).

- Février 2008 : une amende record de 899 millions d'euros est infligée par la Commission européenne à Microsoft pour avoir tardé à mettre en place les décisions imposées par Bruxelles en 2004. Deux autres procédures sont ouvertes contre la société américaine.
- 10 février : lors de la conférence annuelle sur la sécurité, le secrétaire d'État américain à la Défense, Robert Gates affirme que la sécurité des Européens face au « danger de l'extrémisme islamiste violent » dépend du renforcement de leur participation à la pacification en Afghanistan.

- 15 avril : l'assemblée parlementaire du Conseil de l'Europe invite les 47 États membres  à promouvoir l'intégration des immigrés, notamment des musulmans, pour éviter qu'ils ne succombent aux sirènes de l'extrémisme, en mettant en place le droit de vote et d'éligibilité « au moins aux élections locales et régionales » et en éliminant « l'inégalité des chances » en matière d'emploi et de scolarité.

- Du 3 au 5 mai : les travaux de la deuxième conférence de l'ONU sur le sida en Europe de l'Est et Asie centrale se sont déroulés à Moscou en présence de quelque 2 500 participants de 53 pays. L'épidémie ne cesse de progresser dans ces régions avec 150 000 contaminations nouvelles estimées en 2007 dont 90 % en Russie et en Ukraine. Le total des séropositifs en Russie et en Europe centrale serait de 1,6 million contre 2,5 en 2001. 62 % sont des usagers de drogues en intraveineuse, 40 % sont des femmes et les deux tiers sont des homosexuels.
- Vendredi 11 mai 2008 : le premier ministre luxembourgeois Jean-Claude Juncker propose de faire du 9 mai le jour de la Fête de l'Europe.
- Dimanche 11 mai 2008 : en prélude du cinquième sommet entre l'Europe et l'Amérique latine. Incident diplomatique entre la chancelière allemande Angela Merkel et le président vénézuélien Hugo Chávez. Après que la chancelière a déclaré que Hugo Chavez, leader de la révolution bolivarienne, n'était pas le porte-parole de l'Amérique latine ce dernier lui a répondu en affirmant « Angela Merkel est de la droite allemande... cette même droite qui a appuyé Hitler et le fascisme ».

- Mardi 3 juin 2008 : le Conseil des États de la mer Baltique s'est réuni à Riga pour tenter de relancer la coopération régionale, mise à mal avec la construction du gazoduc « North Stream » au fond de la Baltique pour exporter le gaz russe directement vers l'Allemagne en contournant la Pologne.
- Jeudi 5 juin 2008 : en visite d'État à Berlin, en Allemagne, le nouveau président russe Dmitri Medvedev plaide pour un « nouveau pacte de sécurité » européen alternatif à l'OTAN.
- Du 11 au 15 juin : le président américain George W. Bush poursuit sa tournée diplomatique d'adieu, en Italie (12-13 juin), en France (13-14 juin) et au Royaume-Uni (14-15 juin).
- Mardi 15 juillet 2008 : plus haut cours de l'euro : 1 € = 1,603 8 $.
- Mercredi 10 septembre 2008 : le Cern (organisation européenne pour la recherche nucléaire) met en service le plus grand accélérateur de particules au monde près de Genève.
- Vendredi 19 décembre 2008 : la rupture de trois câbles sous-marins en Méditerranée perturbe depuis ce matin les liaisons téléphoniques entre l'Europe et la zone Asie/Proche-Orient ainsi que l'Internet en Égypte et au Moyen-Orient. La coupure, dont les causes restent encore imprécises, est localisée en Méditerranée, entre la Sicile et la Tunisie, sur des segments reliant la Sicile à l'Égypte. Un navire-câblier de France Télécom Marine, basé à La Seyne-sur-Mer, doit appareiller avec à bord 20 kilomètres de câble de rechange pour commencer son travail de réparation dès lundi.

## Arménie

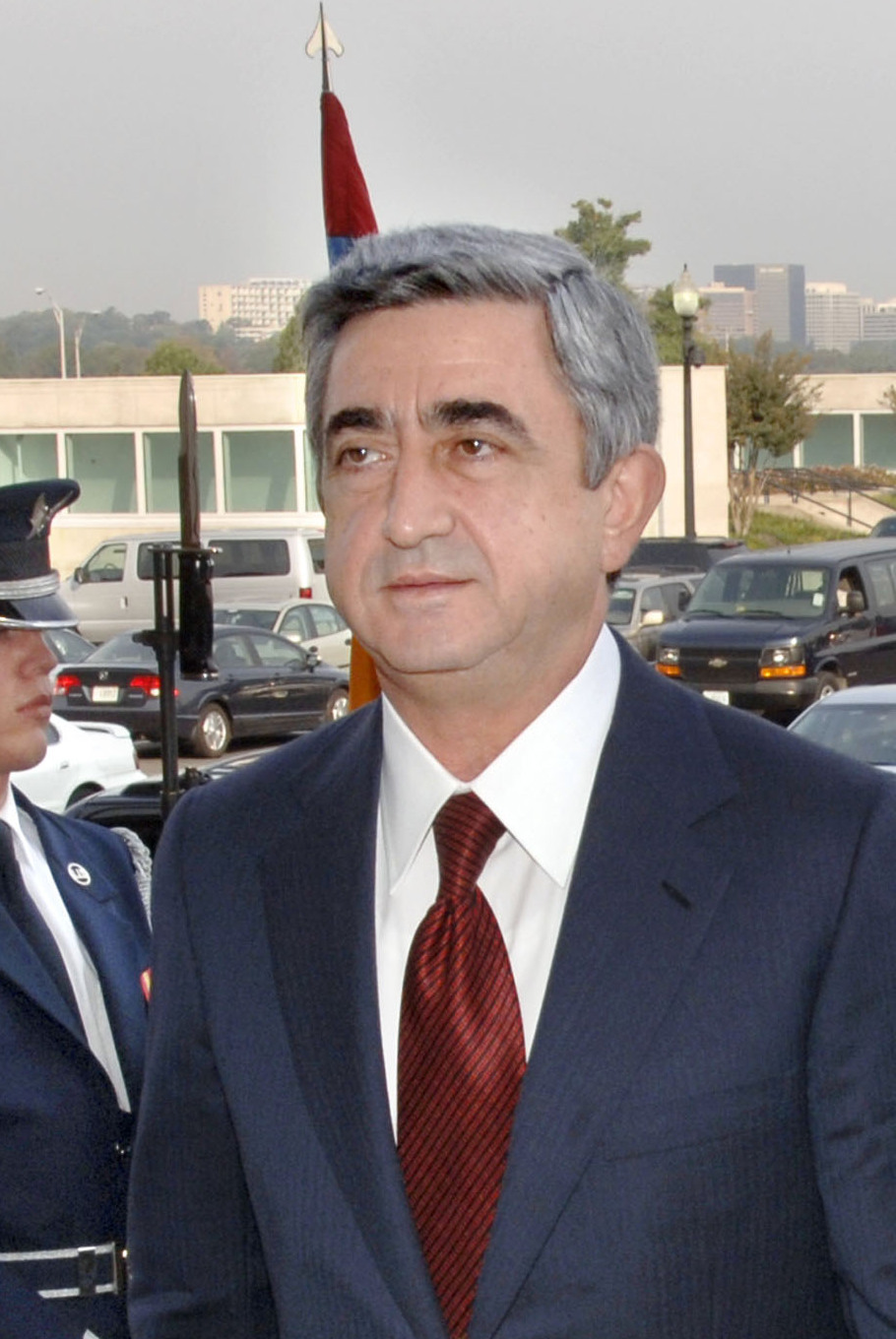
Serge Sarkissian
(octobre 2007)

## Danemark
- Mercredi 23 avril 2008 : à la suite de la diffusion du court-métrage de Geert Wilders, dénonçant le Coran, le Danemark ferme ses ambassades d'Algérie et d'Afghanistan, après avoir fermé celle du Pakistan.

- Lundi 2 juin 2008 : un attentat à la voiture piégée contre l'ambassade du Danemark à Islamabad fait 8 morts pakistanais et une trentaine de blessés. La voiture contenait quelque 60 kg d'explosif.

- Lundi 17 novembre 2008 : selon la police de Copenhague, le nombre de fusillades en pleine rue s'est élevée à 55 depuis le début de l'année contre une vingtaine pour toute l'année 2007.

- Samedi 29 novembre 2008 : décès du grand architecte Jørn Utzon (90 ans), réalisateur de l'Opéra de Sydney.
- Jeudi 4 décembre 2008 : deux soldats danois de la Force internationale d'assistance et de sécurité (Isaf) de l'Otan sont tués dans le sud de l'Afghanistan.

- Vendredi 19 décembre 2008 : trois soldats danois de la Force internationale d'assistance et de sécurité (Isaf) de l'Otan sont tués et un autre blessé par une mine qui a explosé sous leur véhicule dans le sud de la province de Helmand.

- Mercredi 31 décembre 2008 : un homme a ouvert le feu vers 14h30 GMT dans un centre commercial d'Odense, à 170 km à l'ouest de Copenhague, faisant deux blessés de nationalité israélienne, alors que le centre commercial était rempli de clients faisant leurs courses pour le réveillon du Nouvel An. Les deux victimes vendaient des produits de soin pour les cheveux, et avaient été prises à partie par un groupe de « jeunes » ces derniers jours[1].

### Îles Féroé
- Samedi 19 janvier 2008 : élections législatives.

### Groenland
Voir 2008 au Groenland

## Géorgie

### Ossétie du Sud
- Mardi 23 décembre 2008 : selon l'enquête russe sur la guerre du mois d'août, la Géorgie aurait organisé le « génocide » du peuple ossète dans la province rebelle. Au total 162 civils ossètes auraient été tués lors du conflit.

## Grèce

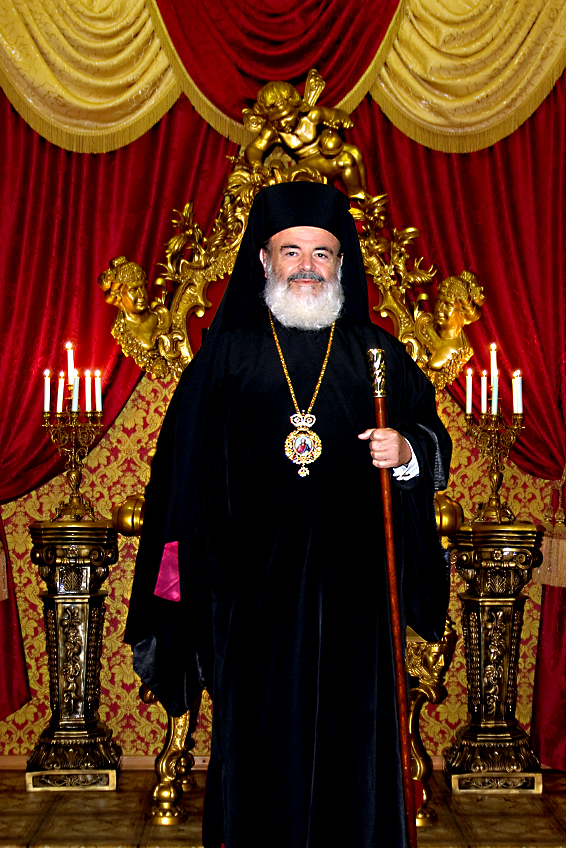
Christodule Ier d'Athènes
(septembre 2006)

- Lundi 28 janvier 2008 : décès de Christodule Ier d'Athènes, primat de l’Église orthodoxe de Grèce.

- Lundi 24 mars 2008 : la flamme olympique est ranimée selon le rite antique avant le départ du flambeau pour un tour du Monde. Un groupe de trois membres de Reporters sans frontières ont déployé quelques instants, pendant le discours du représentant chinois du Comité olympique, une banderole sur laquelle était inscrit : « Boycottez le pays qui piétine les droits de l'homme ». Les trois perturbateurs ont été aussitôt arrêtés et les téléspectateurs chinois n'ont rien vu de l'incident du fait de la retransmission de la cérémonie en léger différé.

- Lundi 21 avril 2008 : la Grèce récupère un grand vase funéraire en marbre d'un mètre de haut datant du IVe siècle av. J.-C., provenant de fouilles clandestines et détenu par un antiquaire suisse.

- Samedi 3 mai 2008 : quelque deux cents immigrés sont interpellés alors qu'ils s'apprêtent à aborder les côtes de trois îles grecques de la mer Égée et aussi près de Nauplie (Péloponnèse).

- Jeudi 15 mai 2008 : le pays est paralysé par une vague de grèves des transports routiers qui demandent une hausse des tarifs de 13 %. À Athènes, les médecins, les employés des télécommunications, des aéroports, des ports, des banques, des postes, mais aussi les étudiants et les ambulanciers, sont aussi en grèves.

- Vendredi 6 juin 2008 : le président français Nicolas Sarkozy est en visite officielle. Au cours de la visite, il a évoqué son grand-père maternel natif de Thessalonique. Il a aussi proposé la création d'une « sécurité civile européenne » contre les incendies de forêt et a donné son accord à la mise en œuvre d'un navire garde-côtes franco-grec. En 2007, la Grèce a bloqué plus de 100 000 immigrants clandestins.

- Dimanche 8 juin 2008 : un tremblement de terre de magnitude 6,5 sur l'échelle de Richter a frappé région du port de Patras, faisant deux morts et près de 150 personnes. Les sismologues s'attendent à d'importantes répliques.

- Jeudi 4 décembre 2008 : le fondateur et chef du Parti des travailleurs du Kurdistan, Abdullah Öcalan, actuellement emprisonné en Turquie, a porté plainte contre la Grèce, estimant que cette dernière ne l'a pas protégé comme elle s'était selon lui engagée à la faire en 1999, permettant ainsi sa capture le 15 février 1999 au Kenya où il a finalement été arrêté par des agents turcs avec l'aide des services de renseignement américains[2].

- Samedi 6 décembre 2008 : affrontements violents dans le quartier d'Exarchia à Athènes entre policiers et jeunes anarchistes et d'extrême-gauche. Un adolescent de 15 ans est tué par un policier alors qu'un groupe de jeunes eût lancé des cocktails Molotov contre son véhicule de police dans lequel il se trouvait[3].

- Dimanche 7 décembre 2008 : à la suite du décès d'un jeune manifestant à Athènes, des affrontements se développent dans plusieurs villes du pays. Dans la capitale et à Thessalonique, des dizaines de banques et de commerces sont incendiés par des jets de cocktails Molotov[4],[5].

- Lundi 8 décembre 2008 : nouveaux incidents à Salonique et à Athènes contre des voitures et des vitrines de magasins qui sont incendiés. À Salonique, un policier est blessé lors de l'attaque d'un poste de police par une vingtaine de jeunes qui y ont lancé des cocktails Molotov.

- Mardi 9 décembre 2008 : 
  - Quelque 500 manifestants ont attaqué le bâtiment de la direction de la police de Patras à coups de pierres et d'engins incendiaires.
  - Le premier ministre Kóstas Karamanlís accuse les émeutiers, anarchistes et d'extrême gauche, qui ont semé le chaos à Athènes et d'autres villes du pays ces derniers jours d'êtres des « ennemis de la démocratie ».
  - 87 manifestants sont arrêtés à Athènes; la plupart des personnes arrêtées sont des pillards qui ont dévalisé des magasins du centre. Douze policiers ont été blessés pendant les affrontements avec les jeunes et au moins dix personnes ont été hospitalisées pour des problèmes respiratoires après avoir respiré des gaz lacrymogènes. Les pompiers ont dû intervenir à 190 reprises et ont éteint des incendies dans 49 immeubles de bureaux, 47 boutiques, 20 véhicules et 10 bâtiments abritant des services ministériels.

- Mercredi 10 décembre 2008 : grande manifestation des étudiants à Athènes. Des incidents ont lieu.

- Jeudi 11 décembre 2008 : alors que les incidents se multiplient, l'École Polytechnique, quinze établissements universitaires et cent lycées à Athènes et Salonique sont occupés depuis le début de la semaine par des étudiants et des jeunes des mouvances anarchistes et d'extrême gauche. Les bureaux et les archives auraient été saccagées.

- Vendredi 12 décembre 2008 : le premier ministre Kóstas Karamanlís exclut  de se retirer ou de convoquer des élections législatives anticipées.

- Samedi 13 décembre 2008 : huit petites bombes réalisés à l'aide de petites cartouches de gaz ont explosé à Athènes dans la nuit de vendredi à samedi provoquant des débuts d'incendies rapidement maîtrisés par les pompiers. Elles ont visé quatre succursales de banques, un supermarché, une boutique de l'Office des télécommunications, une annexe de la Banque nationale et un local du parti au pouvoir Nouvelle Démocratie.

- Jeudi 18 décembre 2008 : de nouvelles échauffourées ont éclaté à Athènes entre jeunes et policiers lors d'une manifestation de plus de 5 000 étudiants, lycéens et militants de gauche.

- Vendredi 19 décembre 2008 : l'Institut français a été pris pour cible par un groupe de jeunes cagoulés qui a fait irruption dans la cour du bâtiment, cassant des vitres, lançant un cocktail Molotov et provoquant un début d'incendie. L'incident n'a pas fait de blessés.

## Lituanie
- 27 avril : la Lituanie met son véto au rapprochement de l'Union européenne avec la Russie, qu'elle accuse de bloquer ses livraisons de pétrole vers la raffinerie lituanienne de Mazeiku, de déstabiliser la Géorgie et de refuser d'enquêter sur la disparition de citoyens lituaniens en Russie dans les années 1990. Le ministre des Affaires étrangères Petras Vaitiekūnas déclare : « Nos partenaires de l'UE doivent prendre en compte nos intérêts ».

## Lettonie
- Vendredi 14 mars 2008 : manifestation de 1 500 personnes pour rendre hommage aux Lettons ayant combattu dans la Waffen SS contre l'armée soviétique lors de la Seconde Guerre mondiale.

- Mardi 24 juin 2008 : l'ex-ministre Janis Adamson, déclaré en 2002 inéligible en raison de son passé lié au KGB soviétique, obtient la condamnation de son pays par la Cour européenne des droits de l'homme pour violation du droit à des élections libres.

- Vendredi 19 décembre 2008 : la Lettonie obtient 7,5 milliards d'euros d'aides internationales dont : l'Union européenne (3,8 mds €), les pays nordiques (1,8 mds €), le FMI (1,7 mds €) et la BERD, la République tchèque, la Pologne et l'Estonie (500 M€). Le pays est frappé durement par la crise économique avec une récession de -1,7 % en 2008 et -5 % en 2009.

## Malte
- 1er janvier : introduction de l'euro en remplacement de la lire maltaise.

## Moldavie
- Jeudi 25 décembre 2008 : la Moldavie a achevé le retrait de son contingent de vingt démineurs qui étaient présents depuis 2003. Le groupe de démineurs a neutralisé plus de 7 500 objets explosifs.

## Monténégro
- Dimanche 6 avril 2008 : réélection du président Filip Vujanović (Parti démocratique des socialistes) lors de l'élection présidentielle.

- Dimanche 15 décembre 2008 : le premier ministre Milo Đukanović présente officiellement à Nicolas Sarkozy, président en exercice du Conseil européen et à Olli Rehn, commissaire européen chargé de l'élargissement, la candidature de son pays à l'Union européenne, « un an seulement après la signature de l'accord de stabilisation et d'association »[6].

## Norvège
- 1er janvier, Norvège : la convention sur le brevet européen entre en vigueur[7].

- Lundi 5 mai : la Commission européenne après six mois d'enquête approfondie donne son feu vert à l'acquisition de 39,1 % du constructeur naval Aker Yards par la société sud-coréenne STX Shipbuilding pour 800 millions de dollars. La société norvégienne est le leader européen dans la construction de grands bateaux; elle détient 18 sites dans 8 pays dont 30 % des ex-Chantiers de l'Atlantique à Saint-Nazaire. L'opération se fait en collaboration avec l'investisseur industriel chypriote John Frederiksen.

## Serbie

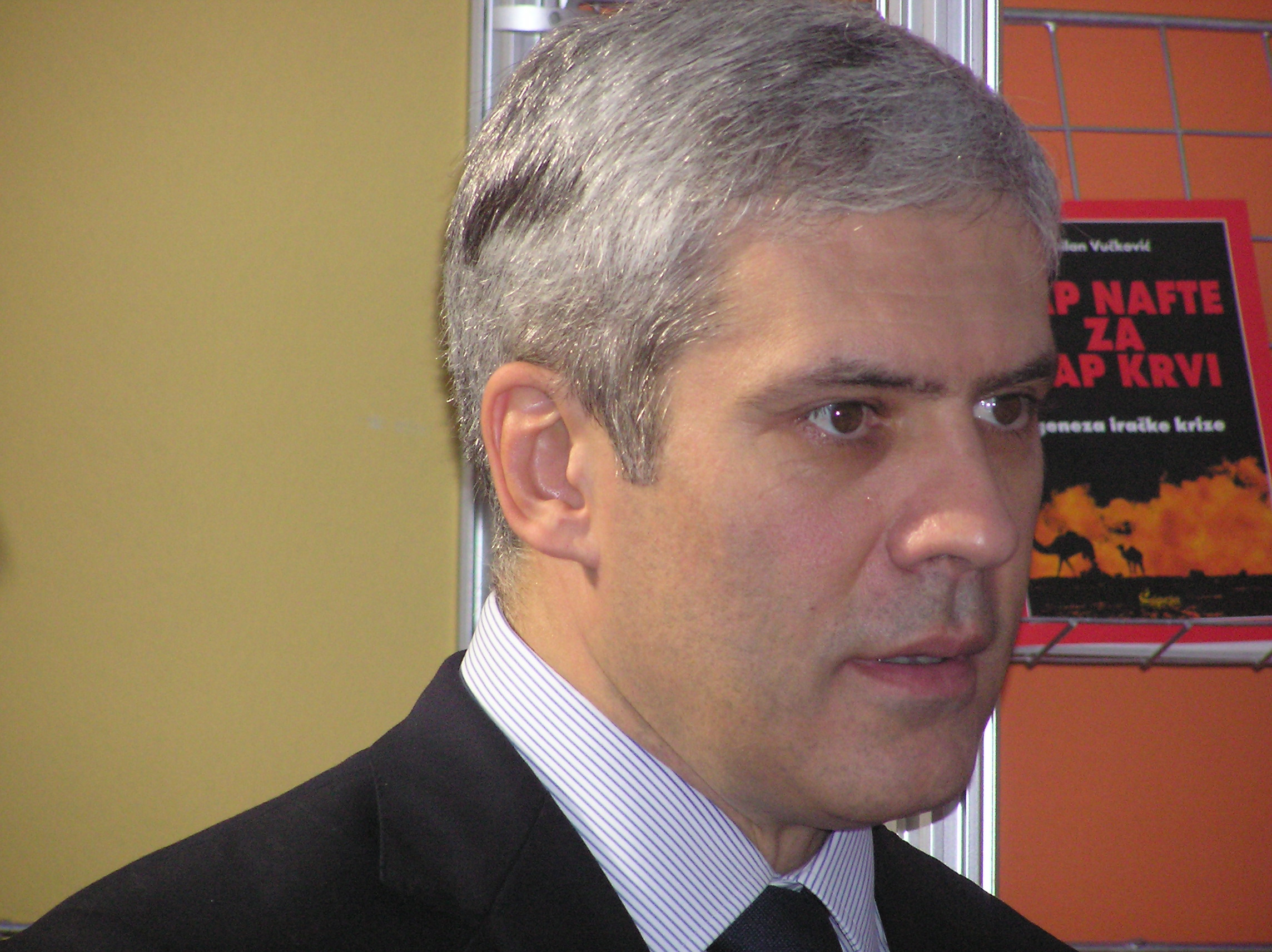
Boris Tadic (octobre 2005)

- Dimanche 20 janvier 2008 : premier tour de l'élection présidentielle. Tomislav Nikolić, candidat du Parti radical serbe, arrive en tête avec 39,4 % des voix exprimées contre 35,4 % au président sortant pro-occidental, Boris Tadić.
- Vendredi 25 janvier 2008 : un accord de coopération pétrolière et gazière est signé avec la Russie. La Serbie cède à Gazprom 41 % de son principal groupe pétrolier et gazier en échange du soutien de la Russie à sa position contre l'indépendance du Kosovo. Grâce à cet accord, la Serbie devient un élément clé des livraisons de gaz russe vers l'Europe du Sud.

- Dimanche 3 février 2008 : deuxième tour de l'élection présidentielle remportée Boris Tadić avec 50,5 % des voix exprimées. Président sortant et pro-occidental, il est soutenu par le Parti démocrate.
- Lundi 18 février 2008 : la Serbie ne reconnait pas l'indépendance de la province du Kosovo qui fut le berceau historique et spirituel de la nation serbe. D'importantes manifestations se déroulent en Serbie et en particulier dans la capitale Belgrade.
- Jeudi 21 février 2008 : dans le cadre des manifestations contre l'indépendance du Kosovo, plus de deux cent mille personnes manifestent à Belgrade, la tension est extrême et l'ambassade des États-Unis est incendiée. Bilan de la journée d'émeutes : 1 mort et 118 blessés.
- Lundi 25 février 2008 : le Premier ministre russe Dmitri Medvedev arrive pour une visite de soutien au gouvernement serbe.

- Lundi 14 avril 2008 : la Serbie demande au Tribunal pénal international d'ouvrir une enquête sur un présumé trafic d'organes prélevés sur des prisonniers serbes pendant la guerre du Kosovo. Ce trafic est révélé dans un livre de l'ex-procureur Carla Del Ponte. Il aurait concerné 300 Serbes et non-Albanais qui en 1999 auraient été transférés du Kosovo vers des cliniques en Albanie pour y être prélevés de leurs organes par des chirurgiens avant d'être tués.
- Mercredi 30 avril 2008 : le groupe FIAT signe avec le gouvernement un protocole d'accord pour l'acquisition de 70 % de l'usine de voiture Zavasta.

- Mai 2008 : demi-finale et finale du concours Eurovision de la chanson 2008 à Belgrade dans salle omnisports de Belgrade Arena.
- Lundi 5 mai 2008 : le cabinet du procureur d'État reconnaît que le président Boris Tadić a reçu des menaces de mort pour avoir « trahi le peuple serbe » en cherchant un rapprochement avec l'UE malgré le soutien de cette dernière à la sécession du Kosovo.
- Dimanche 11 mai 2008 : aux élections législatives anticipées, le Parti démocrate (DS, pro-occidental) du président Boris Tadić arrive en tête avec 38,5 % des suffrages. Le parti radical serbe (SRS, nationalistes) de Tomislav Nikolić obtient 29,1 % des voix et le parti démocratique de Serbie (DSS) du premier ministre sortant, Vojislav Koštunica obtient 11,3 %.

- Jeudi 12 juin 2008 : trois ex-paramilitaires serbes sont condamnés à des peines de 3 à 15 ans de prison pour des crimes de guerre, commis en 1992. Ils auraient torturés et tués au moins 19 civils musulmans dans un camp de détention où étaient emprisonnées 163 personnes.
- Mardi 24 juin 2008 : accord pour un gouvernement d'union nationale pro-européen entre le parti démocratique du président Boris Tadić (102 députés) et le parti socialiste d'Ivica Dačić (20 députés), mettant ainsi fin à une crise politique de quatre mois. Le ralliement des socialistes à l'UE constitue une réhabilitation pour l'ancien parti de Slobodan Milošević, mort à La Haye en 2006. L'appui des 7 députés représentant les minorités oermettront au nouveau gouvernement de disposer d'une majorité de 129 députés sur les 250 du Parlement.

- octobre : l'assemblée générale des Nations unies autorise la Serbie à recourir à la Cour internationale de justice pour juger de la légalité de la déclaration d'indépendance du Kosovo. La première audience devant la CIJ aura lieu en avril 2009, et une seconde est prévue pour décembre 2009.

- Mardi 18 novembre 2008 : 
  - Le FMI annonce l'octroi d'un prêt de 518 millions de dollars pour aider la Serbie à surmonter la crise financière mondial.
  - La Serbie annonce vouloir porter plainte devant la justice internationale contre la Croatie pour crimes de guerre et nettoyage ethnique commis pendant la guerre dans ce pays entre 1991 et 1995.

- Mercredi 24 décembre 2008 : signature avec la Russie d'un vaste accord énergétique prévoyant notamment l'achat par le géant russe Gazprom de 51 % du monopole pétrolier serbe NIS.

- Vendredi 26 décembre 2008 : dix anciens membres de la guérilla kosovare albanaise soupçonnés de crimes de guerre contre des civils serbes pendant le conflit au Kosovo (1998-1999) ont été arrêtés pour « crimes de guerre » à Preševo au sud du pays sur la base d'un ordre d'un procureur pour lequel ils sont d'« anciens membres du « Groupe de Gnjilane » de l'Armée de libération du Kosovo soupçonnées d'avoir enlevé 159 civils serbes et tué au moins 51 personnes pendant la période de juin à octobre 1999 ».

## Slovénie
- 1er janvier : la Slovénie prend la présidence de l'Union européenne pour six mois succédant au Portugal.
- Mardi 10 juin 2008 : le sommet États-Unis-UE se réunit à Brdo Pri Kranju avec la présence du président George W. Bush qui obtient une déclaration commune en faveur d'un accroissement de la pression diplomatique sur l'Iran.
- Mercredi 17 décembre 2008 : le premier ministre Borut Pahor annonce qu'il allait mettre son veto à l'ouverture de nouveaux chapitres de négociations en vue de l'adhésion de la Croatie à l'Union européenne.

## Turquie
Voir 2008 en Turquie

## Vatican

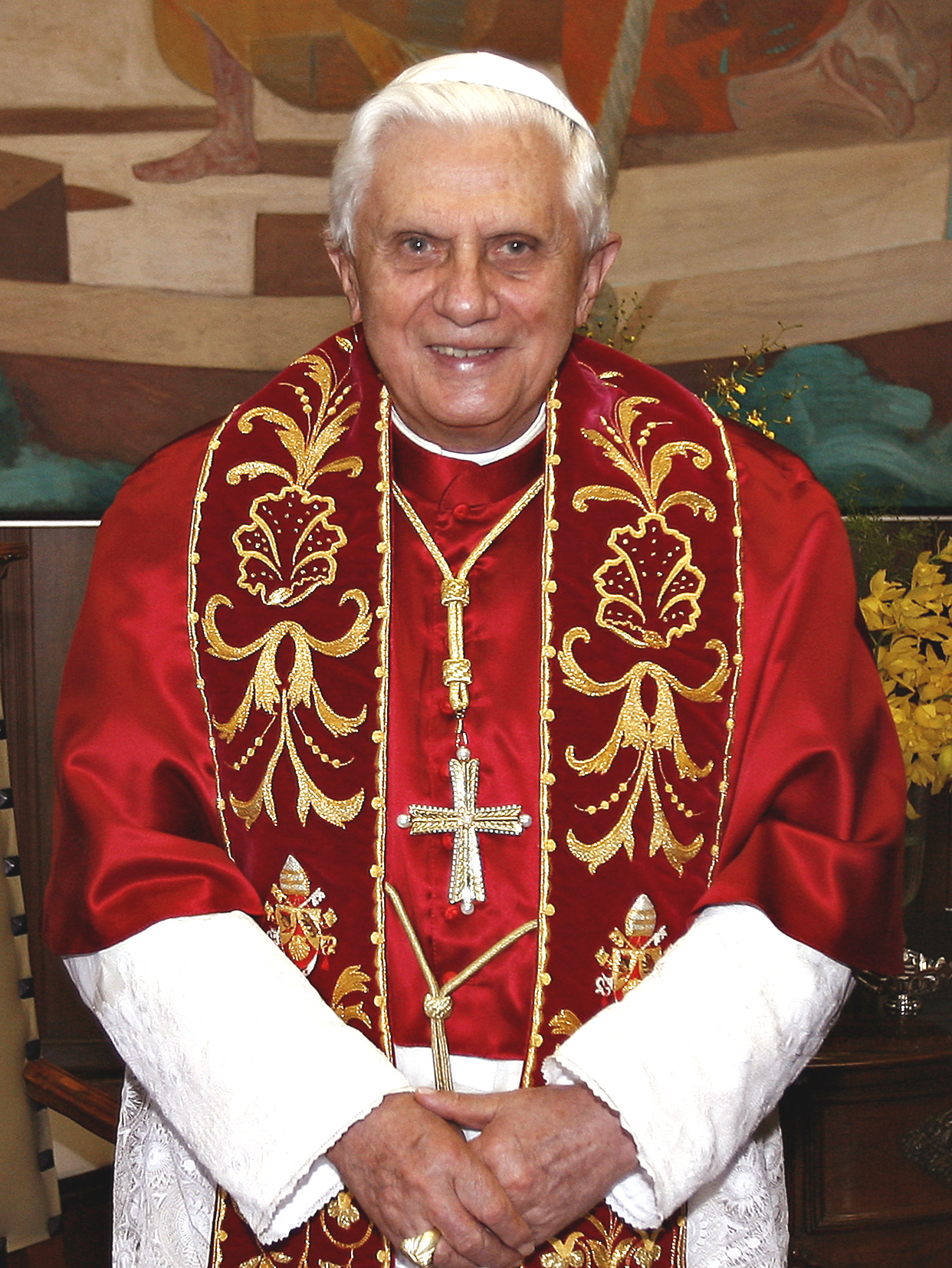
Pape Benoit XVI (octobre 2007)

- Mardi 15 janvier 2008 : le pape Benoît XVI annule la conférence sur les rapports de la raison et de la foi qu'il devait prononcer à l'université de la Sapienza. Un petit groupe d'étudiants et de professeurs gauchistes et ultralaïcs appelant à empêcher la conférence par tous les moyens. Le texte publié sur le site du Vatican est lu par des dizaines de milliers d'internautes dont la plupart ne s'en serait jamais intéressé sans cette publicité tapageuse.

- Dimanche 20 janvier 2008 : plus de deux cent mille Romains dont des milliers d'étudiants sont venus soutenir le pape qui cinq jours plus tôt a dû annuler la conférence qu'il devait prononcer à l'université de la Sapienza. Il reçoit les messages de soutien du président de la République, du maire de Rome et du recteur de l'Université.

- Lundi 10 mars 2008 : la nouvelle liste des péchés comporte désormais 11 points, notamment « se droguer », « polluer » ou « s'enrichir au-delà du raisonnable »[8].

- Mardi 11 mars 2008 : élection du 79e grand maître de l'ordre souverain de Malte, le britannique Matthew Festing, historien et grand prieur d'Angleterre.

- Samedi 22 mars 2008 : lors de la veillée pascale, le pape baptise six adultes dont le médiatique journaliste et ex-musulman Magdi Allam, ce qui déclenche de virulentes critiques des mouvements islamistes.

- Mardi 15 avril 2008 : le pape Benoît XVI, en visite officielle aux États-Unis est accueilli à sa descente d'avion sur la base militaire d'Andrews par le président George W. Bush et son épouse.

- Mercredi 16 avril 2008 :
  - Le pape est accueilli à la Maison-Blanche en présence de quelque neuf mille invités (hymnes nationaux, 21 coups de canons). Le soir, le pape a fêté son 81e anniversaire avec une vingtaine de prélats à la résidence du nonce apostolique. Lors d'une interview à la chaîne EWTN, le président George W. Bush a fait part de son désir « d'honorer les convictions » du pape sur le bien et le mal, la valeur sacrée de la vie humaine et le danger du « relativisme moral ».
  - Au sujet des prêtres pédomanes, le pape a rappelé la « grande souffrance » que ces agissements avaient provoqué et a promis de faire « tout ce qui est possible pour que cela ne puisse plus se reproduire. Nous excluons absolument les pédophiles du ministère sacré. Il est plus important d'avoir de bons prêtres que des prêtres nombreux. »

- Jeudi 17 avril 2008 : le pape Benoît XVI s'adresse aux 350 évêques, aux responsables éducatifs des 195 diocèses et aux recteurs des 231 universités et collèges catholiques du pays, depuis le campus de 80 hectares de la Université catholique d'Amérique, situé en face de la Basilique de l'Immaculée-Conception de Washington.

- Mardi 13 mai 2008 : le directeur de l'Observatoire astronomique du Vatican, José Gabriel Funes affirme que croire en Dieu n'est pas incompatible avec la croyance d'extraterrestres affirmant : « Il pourrait y avoir d'autres êtres, également intelligents, créés par Dieu ».

- Jeudi 12 juin 2008 : dans un document préparatoire à une assemblée d'évêques, le Vatican s'inquiète de l'influence croissante des sectes chrétiennes accusées de brouiller le message de la Bible, en particulier dans le débat américain actuel entre créationnistes et évolutionnistes.

- Vendredi 13 juin 2008 : le président américain George W. Bush est reçu dans la Tour Saint-Jean par le pape Benoît XVI dans une atmosphère amicale et décontractée qui l'a remercié pour « la défense des valeurs morales fondamentales. »

- * Lundi 16 juin 2008 : lors d'une messe célébrée par le pape à Brindisi, il remet en vigueur la communion à genoux, une pratique tombée en désuétude depuis la réforme liturgique de Vatican II. Les fidèles ont été invités à s'agenouiller sur un prie-Dieu pour recevoir l'hostie donné directement dans la bouche. En mai dernier, le pape avait déclaré : « Nous, chrétiens, nous nous agenouillons seulement devant le Saint-Sacrement parce que, en lui, nous savons et croyons être en présence de l'unique et vrai Dieu. »

- Mercredi 10 décembre 2008 : le cardinal Renato Martino, président du Conseil pontifical Justice et Paix, a distingué les « droits de l'homme », qui incluraient sa relation à Dieu, et les « droits de l'individu » qui en feraient abstraction. La « vision catholique » des droits de l'homme intègre « la totalité des dimensions constitutives de la personne humaine » et notamment « sa relation à Dieu » alors que dans la conception individualiste, « la revendication des droits de l'homme s'est transformée en affirmation des droits de l'individu plus que de la personne, c'est-à-dire de l'être humain amputé de sa dimension sociale et privé de transcendance ».

- Vendredi 12 décembre 2008 : le Vatican condamne, dans un texte doctrinal intitulé « dignitas personae » (dignité de la personne), les nouvelles techniques médicales ou scientifiques portant atteinte d'une manière ou d'une autre à l'embryon, considéré comme « un être humain ». Le clonage humain, l'utilisation thérapeutique des cellules souches embryonnaires, la fabrication de vaccins à partir de cellules d'embryons sont ainsi considérées comme illicites. Ce texte réitère aussi l'interdiction de la procréation assistée par fécondation in-vitro, à la pilule du lendemain, le stérilet ou la pilule abortive (RU 486), des formes de contraception qui entrent « dans la catégorie du péché d'avortement ».

- Lundi 22 décembre 2008 : le pape Benoît XVI plaide pour « une écologie de l'Homme » fondée sur le respect de la distinction entre hommes et femmes, prenant avec vigueur le contre-pied de la théorie du genre qui risque selon lui de conduire le genre humain à « l'autodestruction »[9].

- Mardi 23 décembre 2008 : le Conseil pontifical pour les communications sociales du Vatican a donné son feu vert pour une nouvelle technologie le « iBréviaire », une application iTunes créé par un prêtre italien, le révérend Paolo Padrini, et un concepteur Internet italien, qui va permettre aux prêtres d'avoir accès à leur bréviaire directement sur leur iPhone[10].